# Battaglia di Itacurubí
La battaglia di Itacurubí fu uno scontro armato combattuto il 6 giugno 1819, durante il conflitto seguito all'invasione luso-brasiliana della Provincia Orientale, tra una colonna dell'esercito del Regno Unito di Portogallo, Brasile e Algarve, guidata dal maresciallo di campo José de Abreu, Barone di Cerro Largo, e le truppe di Misiones, al cui comando si trovava Andrés Guazurary.
La battaglia si tenne nei pressi del fiume Icamacuá, nell'attuale territorio di Rio Grande do Sul, e si concluse con la vittoria di Abreu. Guazurary fu catturato qualche giorno dopo lo scontro, mentre si apprestava a rientrare ad ovest del fiume Uruguay.

## Antefatti
All'inizio del 1819 José Gervasio Artigas concepì un nuovo piano di invasione del Rio Grande do Sul, anche questo con lo scopo di tagliare i collegamenti all'esercito di Carlos Frederico Lecor, che da due anni occupava Montevideo. Il piano prevedeva che il suo alleato Andrés Guazurary invadesse più a nord le Misiones Orientales, in modo da attirarvi le truppe luso-brasiliane presenti nella regione, mentre lui avrebbe attaccato di sorpresa con il grosso dell'esercito Santa Maria per dirigersi in seguito verso Porto Alegre.
Guazurary attraversò il fiume Uruguay il 25 aprile alla testa di circa 2000 uomini, tra i quali si trovavano indigeni guaraní e miliziani provenienti da Corrientes, occupando la sera del giorno successivo il villaggio di San Nicolás senza trovare resistenza. Il maresciallo Francisco das Chagas Santos, colto di sorpresa dall'invasione, mosse dal suo quartier generale di São Borja verso il nemico dopo aver informato il conte di Figueira e José de Abreu, che comandavano le più vicine divisioni luso-brasiliane nella regione, chiedendo loro aiuto. Il 9 maggio arrivò a San Nicolás, ma fu respinto dalle truppe di Guazurary, che lo obbligò a ritirarsi più a sud in attesa di ricevere rinforzi.
Il caudillo indigeno non inseguì il nemico, ma lasciò nel villaggio 600 uomini per portarsi sul fiume Ibicuy, dove, come convenuto, avrebbe dovuto riunire le sue forze a quelle di Artigas. Nel frattempo le divisioni luso-brasiliane del conte di Figueira e di Abreu si unirono e raggiunsero quella di Chagas il 27 maggio sul fiume Camacuá.
Non essendo riuscito a stabilire un contatto con Artigas, Guazurary si decise a tornare indietro, attraversando per 200 km il territorio brasiliano per vie alternative, in modo da evitare di incrociare le tre divisioni nemiche che cercavano di intercettarlo.

## La battaglia
Il 6 giugno 1819 Guazurary si apprestava ad attraversare il fiume Icamacuá nei pressi del guado di Itacurubí quando fu sorpreso da una colonna luso-brasiliana che Abreu aveva nascosto nei paraggi con l'intento di tendere un'imboscata al caudillo indigeno. Lo scontro si risolse presto in una dura sconfitta per le truppe di Misiones e Corrientes, che lasciarono sul terreno 300 morti. I sopravvissuti si ritirarono su un'altura che però fu presto circondata dai luso-brasiliani; questi riuscirono a catturare 80 nemici, tra i quali figurava il capo delle truppe correntine, il colonnello Sánchez Negrete.
Ferito da un proiettile, Guazurary riuscì ad evitare l'accerchiamento nemico e a darsi alla fuga.

## Conseguenze
Rimasto con soli sette compagni, Guazurary fu catturato da una pattuglia nemica il 20 giugno, mentre si accingeva ad attraversare il fiume Uruguay. Inviato prigioniero sulla Ilha das Cobras, nei pressi di Rio de Janeiro, sparì in breve tempo dai documenti storici e non si conoscono le circostanze della sua morte. La sua cattura segnò la fine di ogni minaccia al territorio brasiliano proveniente dalla provincia di Misiones.
Il 12 giugno Figueira arrivò a San Nicolás, che era stata abbandonata pochi giorni prima dai resti dell'esercito occupante; una parte di questo fu sorpresa e sconfitta il giorno successivo, sulla sponda sinistra dell'Uruguay, da una pattuglia luso-brasiliana. Dopo la vittoria Abreu si spostò più a sud, con l'intento di unirsi alla divisione di Joachim Xavier Curado, incaricato di porre termine alla resistenza di Artigas nella Banda Oriental.